# Buono! LIVE 2012 "R・E・A・L"
『Buono! LIVE 2012 "R・E・A・L"』（ボーノ ライブ 2012 リアル）は、Buono!のライブビデオ。2012年5月23日にDVDとBlu-rayが同日発売された。

## 収録曲
1. OPENING
2. 初恋サイダー
3. We are Buono!〜Buono!のテーマ♡
4. 泣き虫少年
5. MC1
6. ロッタラ ロッタラ
7. -Winter Story-
8. MC2
9. Buono!メドレー
10. こころのたまご
11. MC3
12. OVER THE RAINBOW（鈴木愛理）
13. I NEED YOU（嗣永桃子）
14. 消失点-Vanishing Point-（夏焼雅）
15. Internet Cupid
16. ホントのじぶん
17. MC4
18. 1/3の純情な感情
19. Independent Girl〜独立女子であるために
20. DEEP MIND
21. JUICY HE@RT
22. MC5
23. Bravo☆Bravo
24. 恋愛♥ライダー
25. ワープ!
26. ENCORE：Kiss!Kiss!Kiss!
27. ENCORE：MC6
28. ENCORE：ロックの神様
29. ENCORE：君がいれば

特典映像
- Dreamin'